# Rhyacophila ardala
Rhyacophila ardala là một loài Trichoptera trong họ Rhyacophilidae. Chúng phân bố ở miền Tân bắc.